# Hollis Stacy
Hollis Stacy, född 16 mars 1954 i Savannah i Georgia, är en amerikansk professionell golfspelare.
Stacy var ett av 10 syskon som växte upp i Savannah och närheten till Augusta National Golf Club gjorde att hennes intresse för golf väcktes då hon var 10 år gammal och hennes längtan efter att bli en professionell golfspelare gjorde att hon avbröt sina studier vid college. Hon hade en framgångsrik amatörkarriär där hon bland annat var en av två damer som vann USGA Junior Girls Championship tre år i rad och då hon vann 1969 blev hon den yngsta spelaren som hade vunnit tävlingen. Hon vann även North and South Women's Amateur Championship en gång och deltog i det amerikanska Curtis Cup-laget 1972.
Hon blev medlem på den amerikanska LPGA-touren 1974 där hon vann 18 proffstävlingar inklusive fyra majortävlingar. Hennes bästa period i karriären var 1977-1985 då hon vann minst en tävling om året. I de 237 tävlingar som hon ställde upp i de åren så klarade hon kvalificeringsgränsen i 222 tävlingar.
Stacy arbetar bland annat med design av golfbanor och har designat Blackhawk Golf Course i Austin i Texas.

## Meriter

### Majorsegrar
- 1977 US Womens Open
- 1978 US Womens Open
- 1983 du Maurier Classic
- 1984 US Womens Open

### LPGA-segrar
- 1977 Lady Tara Classic, Rail Muscular Distrophy Classic
- 1978 Birmingham Classic
- 1979 Mayflower Classic
- 1980 CPC Women’s International
- 1981 West Virginia Bank Classic, Inamori Classic
- 1982 Whirlpool Championship of Deer Creek, S&H Golf Classic, West Virginia LPGA Classic
- 1983 S&H Golf Classic, CPC International
- 1985 Mazda Classic of Deer Creek
- 1991 Crestar-Farm Fresh Classic

### Segrar på Womens Senior Golf Tour
- 2001 Shopko Great Lakes Classic

### Övriga segrar
- 1969 USGA Junior Girls Championship
- 1970 USGA Junior Girls Championship, North and South Women's Amateur Championship
- 1971 USGA Junior Girls Championship